# Цена страсти
«Цена страсти» (англ. The Ledge) — американская мелодрама режиссёра Мэтью Чепмена. В главных ролях — Лив Тайлер и Чарли Ханнэм. Съёмки картины начались 8 марта 2010 года и проходили в штате Луизиана, США; бюджет составил $10 миллионов. Слоган фильма — «Одна жизнь. Один шанс. Один шаг». В 2011 году за работу над фильмом Мэтью Чепмен получил номинацию в категории «Гран-при жюри» на кинофестивале Sundance Film Festival.

## Сюжет
Детектив Холлис Лучетти не только прекрасный офицер полиции, но и успешный психоаналитик. Суть его очередного задания заключается в том, чтобы завести разговор с человеком, стоящим на крыше здания, и переубедить его в желании совершить смертельный прыжок. Зная развитие событий, какое обычно бывает в подобных случаях, Холлис вдруг понимает, что сегодня всё идёт по-другому. Ему предстоит узнать невероятную историю любви, а также то, что придётся совершить во имя неё.

## В ролях
- Чарли Ханнэм — Гэвин Николс
- Лив Тайлер — Шана Харрис
- Патрик Уилсон — Джо Харрис
- Терренс Ховард — Холлис Лучетти
- Жаклин Флеминг — Анжела Лучетти
- Кристофер Горэм — Крис
- Максин Греко — Консуэла
- Дин Уэст — Фрэнк

## Производство
Чепмен, атеист, называющий себя дальним родственником Чарльза Дарвина, написал, что Гэвин Николз в исполнении Чарли Ханнэма является первым открыто атеистическим героем в истории о религиозном конфликте. По словам Чепмена, это «первый фильм с атеистической точкой зрения, когда либо выпущенный в Америке». Его цель была в том, чтобы «выпустить работу, в которой приводятся основные интеллектуальные аргументы в пользу атеизма, и также приводится мощный эмоциональный элемент против религиозной жестокости» и показать «то, как в результате страдают люди».
Чепмен смог собрать желаемых актёров, и фильм был снят в марте 2010 года в городе Батон-Руж, штат Луизиана. Премьера фильма состоялась в январе 2011 года на фестивале «Сандэнс». Вскоре после премьеры, канал IFC Films заплатил чуть более 1 миллиона долларов, чтобы выиграть права на фильм у трёх других участников торгов.
Фильм в основном был доступен на канале IFC On Semand, поскольку был выпущен очень ограниченным тиражом, и будучи показанным в двух кинотеатрах собрал 9216 долларов. Фильм собрал 601 770 долларов международных кассовых сборов. После выхода на экраны фильм подвергся нападкам со стороны Билла Донохью из Католической Лиги, которому Чепмен возразил напрямую

## Отзывы
На сайте Rotten Tomatoes фильм получил рейтинг одобрения 14% на основе 29 обзоров, со средним рейтингом 4,6 / 10. На сайте Metacritic фильм имеет средневзвешенную оценку 34 из 100, основанную на мнении 14 критиков, что указывает на «в целом неблагоприятные отзывы».
Стивен Холден в The New York Times назвал «Цену страсти» «кинематографическим эквивалентом того, что раньше называлось проблемной игрой, в которой кризисы персонажей аккуратно переплетаются: в данном случае, аккуратно и нелепо». Холден, как и большинство других критиков, также критиковал Тайлер за «её обычную пустую игру, со взглядом коровьих глаз, в которой её голос с добавленным оттенком печали звучал тише обычного». В Variety опубликовали похвалу Уилсону и, в меньшей степени, Ханнэму, за то, что они упорно трудились над тем, чтобы дать жизнь своим «в основном одномерным персонажам».